# Clipper (veleiro)

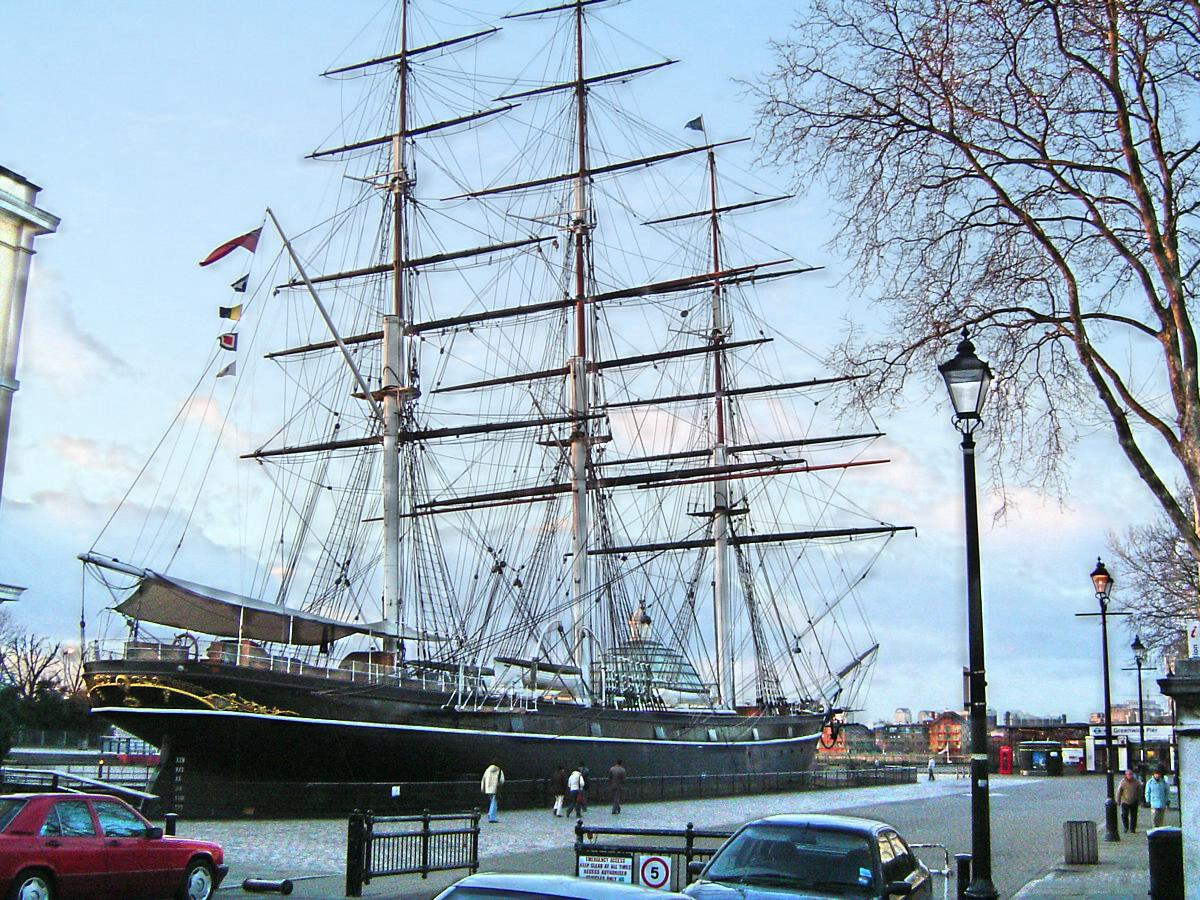
O Cutty Sark

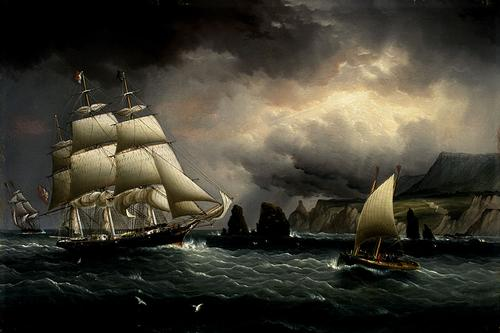
O clipper "Flying Cloud" perto da Ilha de Wight, 1859-1860.

O clipper é um tipo de veleiro mercante de grande porte muito veloz. O termo vem do verbo inglês to clip (avançar rapidamente). Esse navio mercante de grande porte foi utilizado pela primeira vez nos Estados Unidos da América ao final da Guerra de 1812.

## História
O nome clipper provém do termo inglês «to clip», cortar, ou recortar, "Clipper Cutter", por cortar a água com um casco estilizado, ou por cortar nos tempos de travessia. Os clippers foram o canto do cisne da navegação à vela perante o surgimento dos navios de propulsão mecânica. Mudando por completo os conceitos de desenho naval, apareceram os primeiros na Guerra de Independência dos Estados Unidos da América com os navios de guerra denominados de Brigues, espelhados por sua vez nas escunas inglesas "Clipper Cutters", de "pequenas embarcações de combate de bolso", com categorias militares de corvetas e fragatas, passaram para grandes navios na década de 1830, onde apareceram na Escócia numa tentativa de produzir um grande navio que fosse rápido apesar de ainda ser movido pelo vento, uma vez que os de propulsão mecânica estavam ganhando mais passageiros em razão de sua velocidade. O segredo estava num radical redesenho do casco, ao molde das corvetas e fragatas americanas da Independência daqueles Estados americanos, que passaria de uma forma convexa (barriguda) comuns na construção naval da época, e razão da perda de poderio militar da Inglaterra para os Estados Unidos, para albergar a carga, para uma forma delgada fazendo navios mais longos e estreitos em vez de curtos e largos, voltar às origens dos Saveiros portugueses e navios Vikings(delgados e aerodinâmicos). Habitualmente o «Scottish Maid», um schooner construído em Aberdeen em 1839, é considerado o pai dos clippers de grande envergadura e tamanho, cuja máxima expressão foram os grandes barcos construídos no terceiro quartel do século XIX para a chamada «Rota do chá», ou seja uma imensa escuna ou brigue.
O tipo de embarcação mais comum durante o primeiro quarto do século XIX era a versão moderna da super escuna clipper cutty de procedência inglesa de gávea ou o bergantim, fortemente equipados, dotados de mastros muito inclinados, cascos baixos e muito curvados e calados profundos, maiores na parte do timão.
Ainda que de origem obscura pois nasceram da ampliação naval da pequena escuna e de navios de combate da categoria dos brigues norte americanos em estaleiros de diversas partes do mundo, o surgimento do primeiro clipper mercante, o Baltimore, constituiu a evolução lógica dos princípios básicos do desenho de barcos rápidos, como Saveiros e navios Vikings, conhecidos no desenho de casco e naturalmente existentes nos estaleiros da Inglaterra do século XVI. Esse primeiro exemplar apareceu possivelmente na margem oriental da baía de Baltimore, numa data posterior à guerra da Independência norte-americana. Em geral, a sua aparelhagem era a de brigue, de escuna ou bergantim (ver Vela). 
Nos princípios do século XIX, o Baltimore era reconhecido internacionalmente como um navio veloz e de altura adequada para atividades navais, comércio ilegal e transporte leve.
Após 1845, o termo 'clipper era utilizado junto com um indicativo da mercadoria transportada ou da zona geográfica de operação dessa embarcação rápida, especificando-se o aparelho e o tipo de casco. Os barcos de casco mais afilado, isto é, aqueles que não transportavam carga alguma em benefício da velocidade, se denominavam clippers express. Os navios com casco menos afilado, capazes de transportar uma carga maior, recebiam o nome de clippers. Aqueles de capacidade reduzida, mas com casco suficientemente afilado para permitir altas velocidades, eram chamados de clippers middle.
A sua capacidade de percorrer milhares de milhas sem ter que fazer escalas para recarregar carvão outorgou-lhes certa vantagem competitiva frente ao barco a vapor, o que os tornou ideais para transporte de chá a partir das costas do Oceano Índico até aos portos da Grã-Bretanha no menor tempo possível. Isto permitiu que sobrevivessem praticamente até ao século XX.
A abertura do canal do Suez em 1869, cortando para menos da metade a travessia Londres-Xangai implicou a perda da vantagem dos clippers em relação aos barcos a vapor, o que apressaria o seu fim.
Hoje em dia os clippers são representados pelo que foi o seu último sobrevivente, o «Clipper Cutty Sark» construído em 1870, que se manteve em serviço comercial navegando por todo o mundo até 1922 e sobreviveu até 20 de Maio de 2007, como museu flutuante. Nesse dia sofreu um violento incêndio aparentemente provocado e que está em investigação pela polícia londrina. Outros famosos veleiros deste tipo foram o «Thermopylae», «The Tweed» e a  «Fragata Sarmiento». A Fragata Samiento está atracada em Puerto Madero, no coração da capital Argentina, e é hoje um museu.
Os grandes clipper cutter foram navios mercantes e de guerra(pois foram construídos também navios de guerra nessa categoria), depois da Guerra de Independência dos Estados Unidos, vantajosos na velocidade, porém seu paiol de pólvora era muito sensível (por serem estreitos, era possível o alvejar e vará-lo, com tiros de canhão, quando o navio se tornou comum de ambos os lados de um combate), o que causava perdas em combate naval de grande monta para os oficiais generais. Os mercantes desapareceram devido à concorrência com os a vapor, devido às situações de calmaria em quase todas as rotas, em que os mercantes de propulsão mecânica chegavam primeiro.